# Идальго-дель-Парраль (муниципалитет)
Идальго-дель-Парраль (исп. Hidalgo del Parral) — муниципалитет в Мексике, штат Чиуауа с административным центром в одноимённом городе. Численность населения, по данным переписи 2010 года, составила 107 061 человек.

## Общие сведения
Название Hidalgo del Parral составное: Hidalgo — в честь революционного вождя и борца за независимость Мексики Мигеля Идальго, а Parral с испанского языка можно перевести как шпалера для виноградника.
Площадь муниципалитета равна 1924 км², что составляет 0,78 % от общей площади штата, а наивысшая точка — 1877 метра, расположена в поселении Эскобедо.
Он граничит с другими муниципалитетами штата Чиуауа: на севере с Валье-де-Сарагосой, на востоке с Альенде, на юге с Матаморосом, Санта-Барбарой и Сан-Франсиско-дель-Оро, на западе с Уэхотитаном.

## Учреждение и состав
Муниципалитет был образован 7 августа 1821 года, в его состав входит 119 населённых пунктов, самые крупные из которых:
| Код INEGI | Населённый пункт                                                                      | Численность населения (2005 год) | Численность населения (2010 год) |
| --------- | ------------------------------------------------------------------------------------- | -------------------------------- | -------------------------------- |
| 032       | Всего                                                                                 | 103519                           | 107061                           |
| 0001      | Идальго-дель-Парраль (исп. Hidalgo del Parral) 26°55′57″ с. ш. 105°39′47″ з. д.       | 101147                           | 104836                           |
| 0291      | Комунидад-Сан-Андрес (исп. Comunidad San Andrés) 26°57′17″ с. ш. 105°39′02″ з. д.     | 139                              | 245                              |
| 0327      | Безымянный (тюрьма) (исп. Ninguno [CERESO]) 26°56′35″ с. ш. 105°35′07″ з. д.          | 86                               | 229                              |
| 0051      | Макловио-Эррера (исп. Maclovio Herrera (Santa Rosa)) 26°57′40″ с. ш. 105°38′32″ з. д. | 141                              | 190                              |
| 0046      | Гильермо-Бака (исп. Guillermo Baca (El Cobeño)) 27°00′59″ с. ш. 105°31′55″ з. д.      | 123                              | 130                              |

## Экономика
По статистическим данным 2000 года, работоспособное население занято по секторам экономики в следующих пропорциях: сельское хозяйство, скотоводство и рыбная ловля — 4,2 %, промышленность и строительство — 29,9 %, сфера обслуживания и туризма — 63,9 %, прочее — 2 %.

## Инфраструктура
По статистическим данным 2010 года, инфраструктура развита следующим образом:
- электрификация: 99,4 %;
- водоснабжение: 98,7 %;
- водоотведение: 98,6 %.

## Фотографии

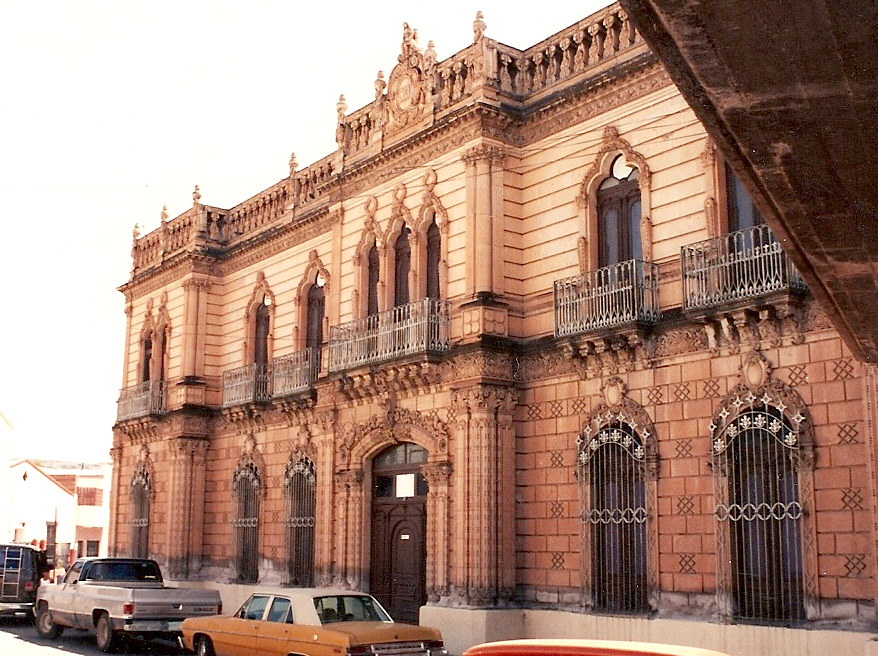
Дворец Альварадо
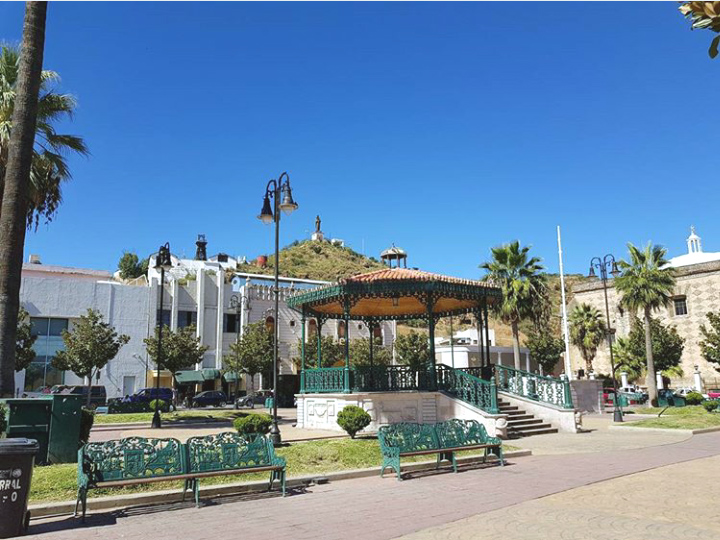
Центральная площадь
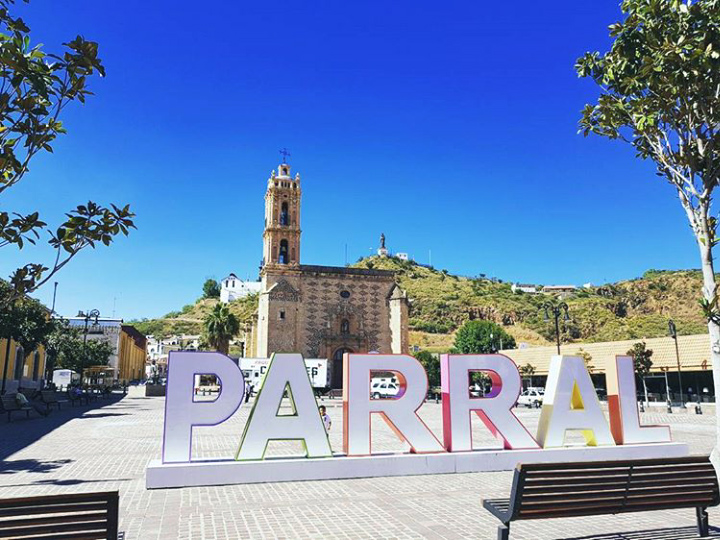
Церковь Святого Хосе